# پرزبان زیرنوک‌قهوه‌ای
پرزبان زیرنوک‌قهوه‌ای(نام علمی: Pteroglossus mariae) نام یک گونه از سرده پرزبان است.